# Seeking New Gods
Seeking New Gods je sedmé sólové studiové album velšského hudebníka Gruffa Rhyse, vydané v květnu 2021 společností Rough Trade Records. Standardní edice vydané na LP a CD obsahují devět písní. Coby bonus na flexidisku, přiloženém k limitované edici na gramofonové desce, vyšla ještě desátá píseň „Tropical Messiah“, dostupná rovněž na japonském vydání na CD. Album bylo inspirováno horou Pektusan na čínsko-severokorejské státní hranici. V Britské albové hitparádě se umístilo na desáté příčce.

## Seznam skladeb
Autorem všech písní je Gruff Rhys.
| Pořadí         | Název                       | Délka |
| -------------- | --------------------------- | ----- |
| 1.             | Mausoleum of My Former Self | 4:53  |
| 2.             | Can't Carry On              | 3:37  |
| 3.             | Loan Your Loneliness        | 5:21  |
| 4.             | Seeking New Gods            | 5:10  |
| 5.             | Hiking in Lightning         | 3:24  |
| 6.             | Holiest of the Holy Men     | 4:42  |
| 7.             | The Keep                    | 4:23  |
| 8.             | Everlasting Joy             | 5:10  |
| 9.             | Distant Snowy Peaks         | 5:34  |
| Celková délka: | Celková délka:              | 42:14 |

## Obsazení
- Gruff Rhys – zpěv, kytara, syntezátor
- Steve Black – basa
- Osian Gwynedd – klavír, syntezátor
- Gavin Fitzjohn – žestě
- Kliph Scurlock – bicí
- Lisa Jên – doprovodné vokály
- Mirain Hâf – doprovodné vokály